# Citharomangelia boakei
Citharomangelia boakei é uma espécie de gastrópode do gênero Citharomangelia, pertencente à família Mangeliidae.